# Bourberain
Bourberain és un municipi francès, situat al departament de la Costa d'Or i a la regió de Borgonya - Franc Comtat. L'any 2007 tenia 316 habitants.

## Demografia

### Població
El 2007 la població de fet de Bourberain era de 316 persones. Hi havia 123 famílies, de les quals 33 eren unipersonals (8 homes vivint sols i 25 dones vivint soles), 33 parelles sense fills, 45 parelles amb fills i 12 famílies monoparentals amb fills.
La població ha evolucionat segons el següent gràfic:
Habitants censats

### Habitatges
El 2007 hi havia 153 habitatges, 124 eren l'habitatge principal de la família, 15 eren segones residències i 13 estaven desocupats. 150 eren cases i 1 era un apartament. Dels 124 habitatges principals, 111 estaven ocupats pels seus propietaris, 11 estaven llogats i ocupats pels llogaters i 2 estaven cedits a títol gratuït; 4 tenien dues cambres, 13 en tenien tres, 34 en tenien quatre i 73 en tenien cinc o més. 84 habitatges disposaven pel capbaix d'una plaça de pàrquing. A 59 habitatges hi havia un automòbil i a 56 n'hi havia dos o més.

### Piràmide de població
La piràmide de població per edats i sexe el 2009 era:
| Homes | Edats   | Dones |
| ----- | ------- | ----- |
| 0     | 95 o +  | 0     |
| 0     | 90 a 94 | 0     |
| 0     | 85 a 89 | 8     |
| 0     | 80 a 84 | 0     |
| 12    | 75 a 79 | 8     |
| 12    | 70 a 74 | 8     |
| 4     | 65 a 69 | 12    |
| 4     | 60 a 64 | 8     |
| 0     | 55 a 59 | 0     |
| 4     | 50 a 54 | 0     |
| 12    | 45 a 49 | 8     |
| 4     | 40 a 44 | 12    |
| 16    | 35 a 39 | 16    |
| 8     | 30 a 34 | 16    |
| 24    | 25 a 29 | 8     |
| 4     | 20 a 24 | 8     |
| 4     | 15 a 19 | 0     |
| 8     | 10 a 14 | 0     |
| 12    | 5 a 9   | 20    |
| 20    | 0 a 4   | 12    |

## Economia
El 2007 la població en edat de treballar era de 183 persones, 143 eren actives i 40 eren inactives. De les 143 persones actives 134 estaven ocupades (82 homes i 52 dones) i 9 estaven aturades (3 homes i 6 dones). De les 40 persones inactives 9 estaven jubilades, 15 estaven estudiant i 16 estaven classificades com a «altres inactius».

### Ingressos
El 2009 a Bourberain hi havia 126 unitats fiscals que integraven 333 persones, la mediana anual d'ingressos fiscals per persona era de 18.519 €.

### Activitats econòmiques
Dels 16 establiments que hi havia el 2007, 1 era d'una empresa de fabricació d'altres productes industrials, 4 d'empreses de construcció, 3 d'empreses de comerç i reparació d'automòbils, 1 d'una empresa de transport, 3 d'empreses immobiliàries, 2 d'empreses de serveis i 2 d'empreses classificades com a «altres activitats de serveis».
Dels 4 establiments de servei als particulars que hi havia el 2009, 1 era un paleta, 1 fusteria, 1 lampisteria i 1 agència immobiliària.
L'únic establiment comercial que hi havia el 2009 era una botiga de roba.
L'any 2000 a Bourberain hi havia 8 explotacions agrícoles.

## Equipaments sanitaris i escolars
El 2009 hi havia 1 escola elemental i 4 escoles elementals integrades dins de grups escolars amb les comunes properes formant escoles disperses.

## Poblacions més properes
El següent diagrama mostra les poblacions més properes.